# Општина Пештера (Констанца)
Пештера (рум. Peştera) општина је у Румунији у округу Констанца.
Oпштина се налази на надморској висини од 85 m.